# Kohäsion (Biologie)
|  | Dieser Artikel wurde aufgrund von formalen oder inhaltlichen Mängeln in der Qualitätssicherung Biologie zur Verbesserung eingetragen. Dies geschieht, um die Qualität der Biologie-Artikel auf ein akzeptables Niveau zu bringen. Bitte hilf mit, diesen Artikel zu verbessern! Artikel, die nicht signifikant verbessert werden, können gegebenenfalls gelöscht werden. Lies dazu auch die näheren Informationen in den Mindestanforderungen an Biologie-Artikel. |

Als Kohäsion (von lat. cohaerere, zusammenhängen)
wird der genetische Zusammenhalt von Individuen einer Art (Biospezies) bezeichnet. Die Kohäsion bewirkt, dass verschiedene Arten, die offensichtlich nicht generativ voneinander isoliert sind und sich in ihren Verbreitungsgebieten überschneiden, stabil bleiben und nicht zu einer Art verschmelzen. Diese Arten sind durch einen Satz an Erbmerkmalen jeweils an ihr Verbreitungsgebiet angepasst und können in den Überschneidungsgebieten sogar manchmal fruchtbare Hybride ausbilden. Stabilisierende Selektion schränkt aber die durch die Hybridisierung entstandene größere Variabilität wieder ein. Genetische Grundlagen können spezifische Kombinationen von Genen (zum Beispiel Genkopplung) sein.